# Sidi Aïch (Algérie)
Pour les articles homonymes, voir Sidi Aïch.
Sidi Aïch ou Sidi-Aich, est une commune algérienne de la wilaya de Béjaïa, dans la région de Kabylie.

## Géographie

### Situation
Sidi-Aïch est située à 43 km au sud de Béjaïa. Étendue sur les deux rives de la Soummam, elle est entourée de Leflaye, Souk-Oufella et Chemini au sud, Tinabdher à l'ouest, Sidi Ayad à l'est, Timezrit et Fenaïa Ilmaten au nord.
| Tinabdher | Tinabdher | Fenaïa Ilmaten |
| Leflaye   | Sidi-Aïch | Timezrit       |
| Leflaye   |           | Sidi-Ayad      |

### Relief, géologie, hydrographie
Sidi Aïch est située dans la vallée de la Soummam.

### Climat
Le climat de la commune correspond au climat méditerranéen selon la classification de Köppen. La ville appartient au bassin versant de l'Oued Soummam, avec un été chaud et sec et des hivers doux.

### Transports
La ville de Sidi Aïch bénéficie d'un réseau routier dense. Elle se trouve sur la route nationale 26 qui relie El Kseur, Sidi-Aïch, Akbou, Tazmalt et Chorfa.

### Lieux-dits, quartiers et hameaux
Outre son chef-lieu Sidi Aïch-ville, la commune de Sidi Aïch est composée des localités suivantes : Remila et Ighzer N'Chebib.

## Toponymie
À l'origine cette localité était un lieu de rencontre autour du marché hebdomadaire du mercredi. Marché de fruits et légumes, de bestiaux et de différents produits artisanaux échangés entre les différentes régions limitrophes.
Avant 1870 cette localité s’appelait "Larvea", Mercredi en français.
Le nom de la localité est constitué de la base « Sidi », titre de noblesse issu de l'arabe maghrébin signifiant notamment « monsieur », « monseigneur » ou « maître », et du second composant « aïch », signifiant « de la vie ». Le nom complet de la localité signifie donc « seigneur, maître de la vie ».

## Histoire
Un centre administratif français a été créé en 1874.
Pendant la colonisation française, la commune de Sidi Aïch dépendait à l'origine du département de Constantine. En 1957 elle a été rattachée au département de Sétif et en 1974, elle a été rattachée à la wilaya de Béjaïa.

## Économie
Le marché de Sidi Aïch a lieu tous les mercredis. Il fut classé deuxième en Algérie en 1962. 

## Personnalités
- La famille paternelle du chanteur français Marcel Mouloudji
- Zahir Ihaddaden, combattant durant la guerre d'Algérie, journaliste aux journaux Résistance algérienne et El Moudjahid, premier directeur de l’École supérieure de journalisme en Algérie, né à Sidi Aïch en 1929[3].
- Lahna Khasrani, médaillée de bronze des championnats panarabes d'athlétisme 2013 en marche athlétique.
- Djaffar Gacem, réalisateur, scénariste et producteur algérien, né à Sidi Aïch.
- Des footballeurs de Sidi Aich ont joué en ligue professionnelle algérienne 1 : Hakim Amaouche (JSMB, JSK), Yacin Amaouche (JSMB ,JSK, CAB...), Lyes Saidi (JSK, ASO, MCO), Faouzi Rehal (MOB, JSK), Malek Farhat (MOB), Younes Sofian (USMH, MCA,JSK).[réf. souhaitée]
- Abdenour Amour, né le 17 février 1952 à Leflaye, près de Béjaia en Algérie, est un auteur-compositeur-interprète algérien d'expression kabyle.
- Abdelhafid Ihaddaden, né le 8 mars 1932 à Sidi Aïch, mort le 11 juillet 1961 à Casablanca, est le premier physicien nucléaire algérien.